# Viennotaleyrodes platysepali
Viennotaleyrodes platysepali là một loài côn trùng cánh nửa trong họ Aleyrodidae, phân họ Aleyrodinae.
Viennotaleyrodes platysepali được Cohic miêu tả khoa học đầu tiên năm 1966.